# Слесаренко, Наталья Анатольевна
Ната́лья Анато́льевна Слесаре́нко (род. 21 июля 1946, Шаховская, Московская область) — советский, российский учёный в области ветеринарии; доктор биологических наук, профессор; заслуженный деятель науки РФ, почётный работник высшей школы.

## Биография
В 1969 году окончила факультет ветеринарной медицины Московской ветеринарной академии. С 1969 года работает в той же академии: ассистент (1976), доцент (1976—1988), профессор, с 1998 по 2022 год заведовала кафедрой анатомии и гистологии животных; декан факультета ветеринарной медицины Московской академии ветеринарной медицины и биотехнологии (С 1998 по 2020).

### Семья
Мать — Александра Николаевна (р. 1920).

## Научная деятельность
В 1973 году защитила кандидатскую диссертацию на тему «Сравнительно-анатомическое исследование органов дыхательной моторики у пушных зверей», в 1987 году — докторскую диссертацию на тему «Структурные адаптации костной системы у пушных зверей при различной экологии».
Член Всемирной ассоциации ветеринарных анатомов, гистологов и эмбриологов; академик Российской академии медико-технических наук.
Подготовила 6 докторов и 16 кандидатов наук.
Автор более 250 научных работ, в том числе 5 монографий; 9 патентов.

## Награды
- Заслуженный деятель науки Российской Федерации,
- Почётный работник высшего профессионального образования Российской Федерации[1],
- премия «Золотой скальпель» (2001[1], 2007) — за вклад в развитие ветеринарной медицины мелких домашних животных,
- дипломы:
  - «Докладчик» (2001),
  - за большой вклад в подготовку ветеринарных врачей (2005),
  - Министерства образования и зарубежных компаний «За научный вклад» (2006)[1].